# Navatalgordo
Navatalgordo település Spanyolországban, Ávila tartományban. Navatalgordo Villanueva de Ávila, Navalosa, Navaquesera, Navalacruz, Navarredondilla és Burgohondo községekkel határos. Lakosainak száma 237 fő (2024).

## Népesség
A település népessége az utóbbi években az alábbiak szerint változott:
| Lakosok száma | 386  | 305  | 294  | 279  | 256  | 233  | 237  | 233  | 243  | 237  |
|               | 2001 | 2004 | 2006 | 2009 | 2011 | 2014 | 2016 | 2019 | 2021 | 2024 |